# Пратс, Белисарио
Белисарио Матиас Пратс Перез (исп. Belisario Matías Prats Pérez ; 24 февраля 1827 — 14 сентября 1897, Сантьяго, Чили) — чилийский государственный и политический деятель. Юрист. Министр внутренних дел Чили (1878—1879 и 1890). Министр Военного министерства и флота (1876—1877). Председатель Верховного суда Чили (1885).

## Биография
Предки Б. Пратса прибыли в Южную Америку из Каталонии. Изучал право в Национальном институте, с 1854 года работал адвокатом. Сделал карьеру в судебной системе Чили, был судьей, позже —председателем суда, членом, заместителем (1872—1874) и председателем Верховного суда страны в 1885 году.
Политик. Член Либеральной партии (Partido Liberal). В 1870 году был избран в Палату депутатов Чили. С 1876 года — сенатор.
В 1876—1877 годах занимал пост руководителя Военного министерства и флота.
В 1878—1879 годах был министром внутренних дел Чили. Подписал декларацию о Второй тихоокеанской войне Чили с Перу и Боливией. В 1890 году при президенте Х. Бальмакеде в течение нескольких месяцев вновь занимал пост министра внутренних дел.
Является родственником 56-го главнокомандующего вооружёнными силами Чили, вице-президента страны Карлоса Пратса (1915–1974).